# سنجاب‌های زمینی گرمسیری
سنجاب‌های زمینی گرمسیری (نام علمی: Notocitellus) نام یک سرده از تبار سنجاب زمینی است.

## گونه‌ها
- سنجاب زمینی دم‌حلقه‌ای, Notocitellus annulatus
- سنجاب زمینی گرمسیری, Notocitellus adocetus